# Giechburg
Giechburg (lit. castillo de Giech) es un castillo de colina cerca de la localidad de Scheßlitz, en el distrito de Bamberg, en la Alta Franconia bávara, al sur de Alemania. Su nombre procede de la antigua comuna de Giech, al noreste de Bamberg, que más tarde daría nombre a la casa de Giech. Actualmente conservado en estado de ruinas, el castillo, que domina las tierras de Bamberg desde una altura de 500 metros, forma parte de la historiografía de Franconia.

## Historia

### Antigüedad
Los asentamientos de la meseta de Giechburg se remontan al Neolítico, cuando tuvo lugar una intensificación de la actividad de asentamiento durante el período celta, entre 500 a. C. y comienzos de la edad cristiana. Excavaciones arqueológicas bajo los cimientos del castillo revelaron un túmulo del último período de la cultura de Hallstatt. En una de las cámaras funerarias se halló el entierro en carro de una princesa celta con numerosas piezas de joyería, entre ellas un anillo de oro en espiral y un abalorio de ámbar, además de objetos de cerámica.
Según investigaciones, también es probable que se hiciera uso continuo de las fortificaciones prehistóricas del lugar durante el período de las migraciones germánicas.

### Alta Edad Media
La construcción del castillo medieval tuvo lugar bajo los poderosos condes de Schweinfurt, probablemente en la época de las invasiones húngaras del siglo x. Con este fin, se separó el tercio occidental de la meseta por un profundo foso de cuello, mientras que el resto de las antiguas fortificaciones siguieron en pie hasta el siglo xii (documentado en latín: munitiones ante castrum sitam). A partir de entonces, el castillo serviría de enlace entre las dos cortes reales del Jura Francón, en Hallstadt y Königsfeld.
La primera mención documentada del castillo aparece en 1125 en una escritura de donación del obispo Otón de Bamberg, en la que Guillermo de Lützelburg, segundo marido de la margravina Matilde de Meissen, aparece como testigo (liber homo de giche). La hija de su primer matrimonio, Adela de Beichlingen, se casó con el conde de Wertheim, quien ocupaba un alto cargo en la corte de Bamberg y que, tras su matrimonio, se hizo llamar comes de gicheburc (conde de Giechburg) por su nueva propiedad matrimonial. En 1137, su única hija aportó por matrimonio el patrimonio hereditario de Giech al condado de Andechs, pero en 1142, su matrimonio con el conde Poppo I de Andechs se disolvió debido al alto nivel de parentesco entre los cónyuges, resultando en la cesión de Giech a la diócesis de Bamberg. Sin embargo, el conde forzó en una acción armada la ejecución de la enfeudación de la totalidad de la propiedad.

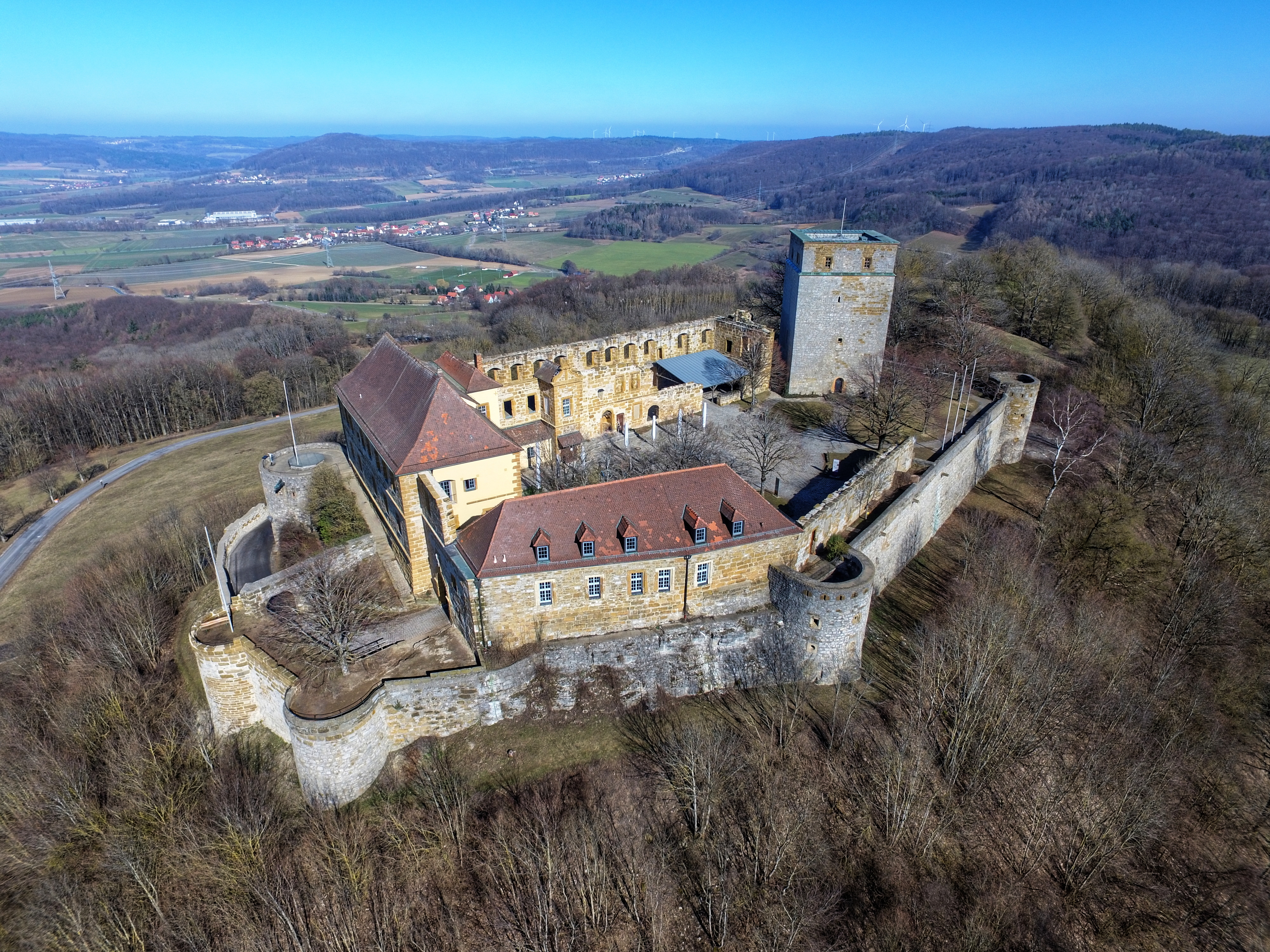
Vista aérea desde el sur

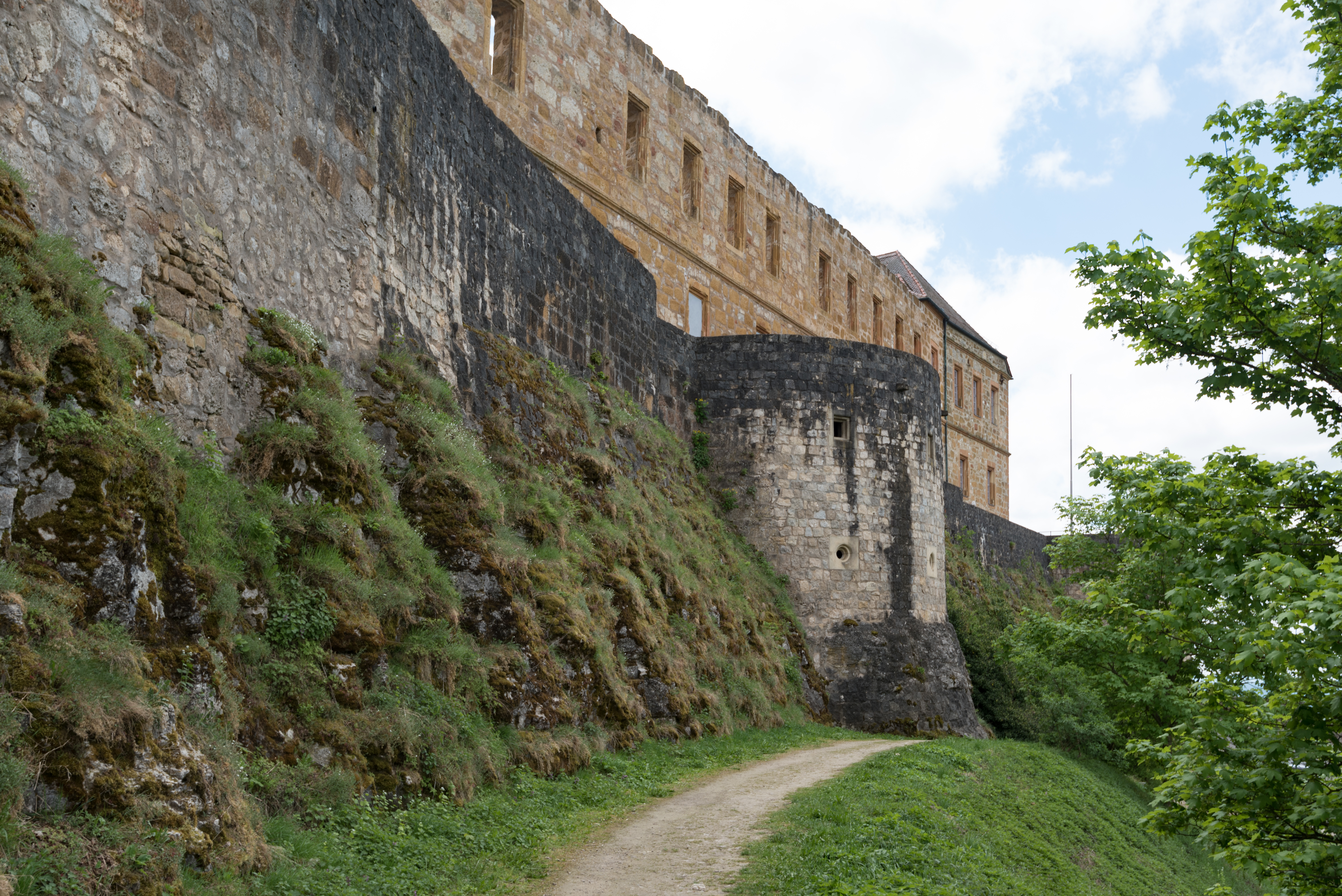
Muralla occidental

Tras la muerte en 1248 de Otón II de Andechs, último duque de Merania, se desató una ardua disputa sucesoria que duró años y que terminó con la toma del castillo de Giech y sus dominios, que abarcaban a grande rasgos el actual distrito oriental de Bamberg, por parte de la casa condal de Truhendingen (emparentada con los meranianos). Permaneció entre los dominios de los condes de dicha dinastía hasta 1390, cuando, tras varios intentos infructuosos, el obispo Lamprecht de Brunn consiguió por fin comprarle el feudo al endeudado conde por una gran suma de dinero.

### Baja Edad Media asigloxvii
Bajo los príncipes-obispos de Bamberg, el descuidado castillo fue ampliamente mejorado y reforzado (en dos etapas entre 1421 y 1459), entre otras cosas con torres de artillería —dos de las cuales protegían la puerta principal—, convirtiéndose por ende en la fortificación más preparada y el lugar más seguro de la diócesis durante las intensas guerras husitas. Bajo Federico III de Aufseß, el tesoro de la catedral de Bamberg, como también parte de su cabildo, se trasladaron al castillo, salvándose de las invasiones husitas que asolaron a los pueblos circundantes, cayéndose plazas estratégicas como el castillo de Gügel. El tesoro de la catedral de Bamberg permanecería en Giechburg a buen recaudo hasta después de la llamada disputa de los Inmunes de Bamberg.
En 1525, durante la guerra de los campesinos alemanes, una delegación de aldeanos logró por medio de una estratagema tomar el castillo e incendiarlo, aunque sin poner en peligro su esencia. No fue hasta 1553, en el marco de la segunda guerra de los Margraves, que el castillo fue abandonado después de un asedio de varios días por las tropas del Alberto Alcibíades, príncipe de Bayreuth (margrave de Brandeburgo-Kulmbach). Una vez entregado el castillo, Alcibíades, notorio por su estilo iracundo que le valió el apodo el Belicoso, mandó saquearlo e incendiarlo casi por completo.

#### Reconstrucción del castillo: palacio renacentista y usos posteriores
Durante el mandato del príncipe-obispo Johann Philipp von Gebsattel (1599-1609), el entonces castillo en ruinas fue ampliamente reconstruido como schloss de arquitectura renacentista, amueblado y decorado al estilo principesco. Las defensas bajomedievales fueron restauradas y reincorporadas a la estructura, sustituyendo las torres de muralla del siglo xv por otras más grandes con aspilleras escalonadas adaptadas al disparo con mosquetes.
Sin embargo, a pesar de estas mejoras, el propósito militar del castillo y su desempeño como fortaleza se había quedado en el pasado. La existencia de otras dos fortalezas que cubrían el territorio —las de Rosenberg y Forchheim, construidas con arreglo a los modelos más modernos de la época—, llevó a Von Gebsattel a la decisión de ahorrarse los inmensos costes de construcción de una contemporánea fortaleza abaluartada. A partir de ese momento, el castillo serviría como sede administrativa del señorío (Pflege) de Giech y pabellón de caza para las monterías anuales de los príncipes-obispos.
Durante la guerra de los Treinta Años (1618-1648), el complejo, sorprendentemente, permaneció intacto, al tiempo que en Scheßlitz casi no quedaban edificios en pie. La reconstrucción del núcleo urbano, no obstante, no tardaría, y tras la inauguración de unos nuevos edificios para las autoridades locales, la sede administrativa de la diócesis se trasladó al municipio. Tras la pérdida de su posición, el castillo se convirtió en lugar de cría de potros de la familia episcopal, hasta la inauguración de unas modernas instalaciones y establos en una aldea cercana. En este punto, pasó a servir de sede oficial de la autoridad forestal local, y de residencia del funcionario al mando, quien se encargaba de la vigilancia de incendios en toda la región. Ya que el mantenimiento de las instalaciones durante este tiempo se limitaba a lo estrictamente necesario, es cuando empieza el deterioro del castillo.

### Edad Contemporánea

#### Decadencia y conservación

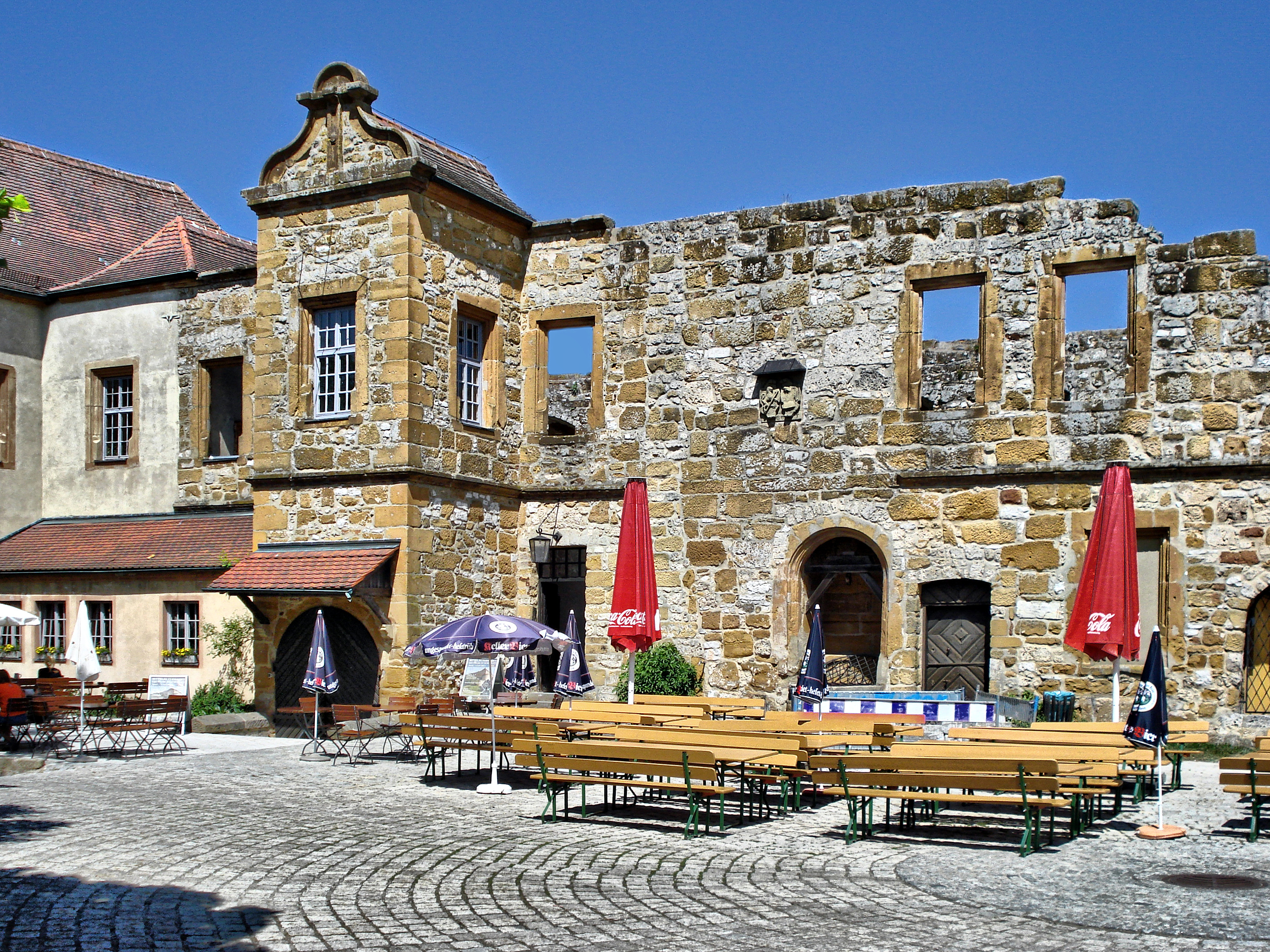
El restaurante al aire libre en la plaza principal del castillo.

Con la secularización de Franconia (1802), las propiedades en torno al castillo fueron liquidadas por separado (vendidas a particulares e instituciones civiles). En 1809 se dictaron medidas de demolición que aceleraron todavía más el proceso de decadencia en el que se encontraba el castillo, y su estado estructural se volvió cada vez más desolador. Tampoco ayudó que una década después, en 1819, el conde de Giech, Friedrich Karl Herrmann, adquiriera el castillo del Reino de Baviera, ya que no se realizó ningún cambio fundamental en esa época. En 1932, el último conde de Giech vendió el castillo a un administrador de correos, cuyo nieto vendería la propiedad tres décadas después a su último propietario particular, Friedrich Karl Hohmann.
Para garantizar la continuidad del castillo —en estado de ruinas pero bien conservado (con las defensas exteriores y varios edificios en pie)—, en 1967 se fundó la Asociación de Amigos del Castillo de Giechburg y se iniciaron las primeras importantes obras de conservación. En 1971, cuando la asociación se vio obligada a disolverse por falta de financiación, el distrito de Bamberg se hizo cargo del lugar. Bajo su cuidado, se inició un amplio programa de renovación y el desarrollo del castillo en una sede de conferencias y un centro de eventos culturales. Actualmente, cuenta con un restaurante e instalaciones de alojamiento.
A lo largo de las últimas décadas, la región conocida como la Suiza Francona se ha convertido en un lugar preferido para excursionistas y amantes de la naturaleza. Entre las rutas reguladas se encuentra el camino de 3,5 km entre Scheßlitz y Giechburg, que pasa a través de Gügel.

## Grabados y figuras escultóricas
Giechburg cuenta con numerosas figuras en forma de esculturas, grabados en relieve o gárgolas, incluyendo varios escudos de armas que coronan las distintas entradas.

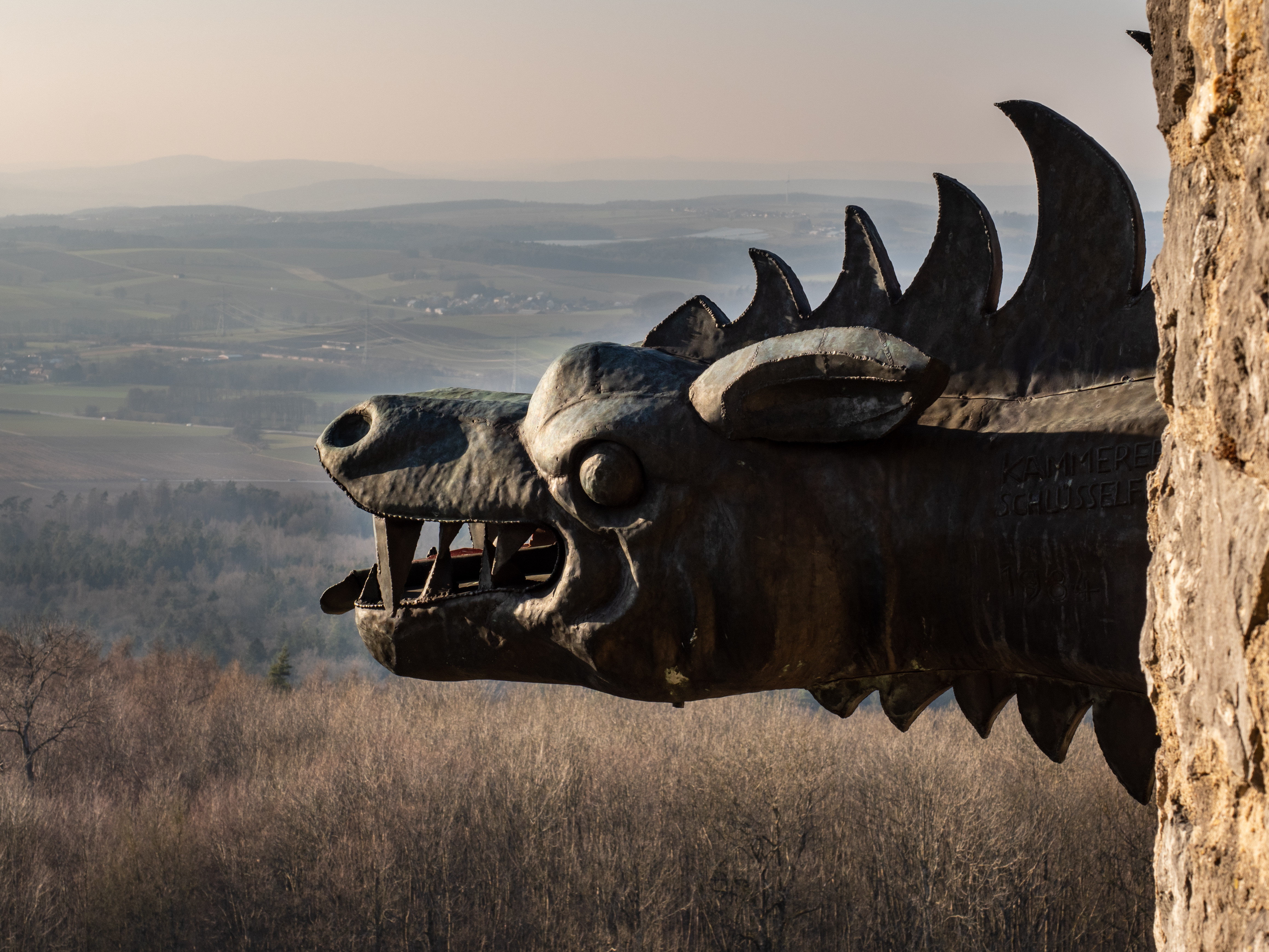
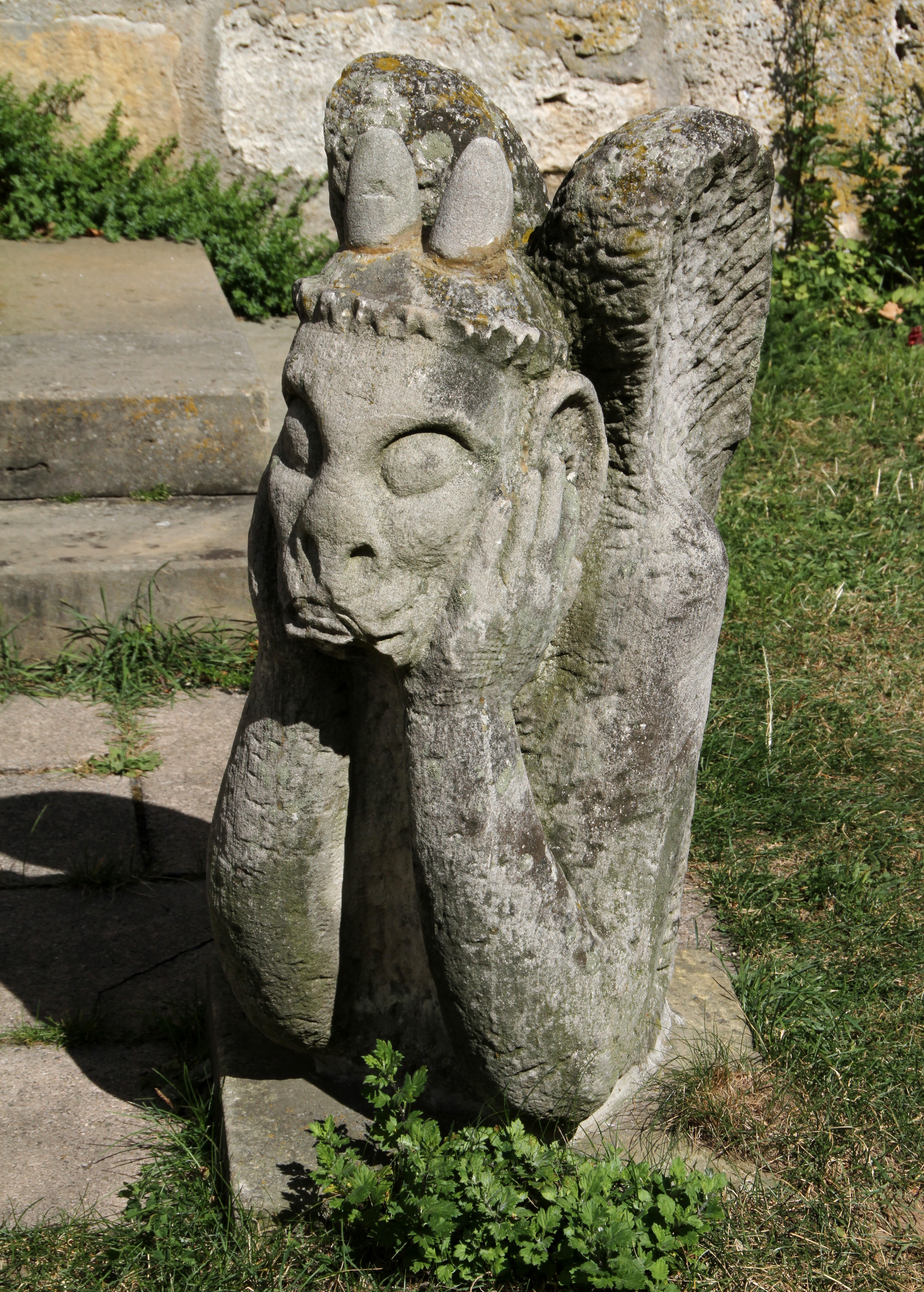
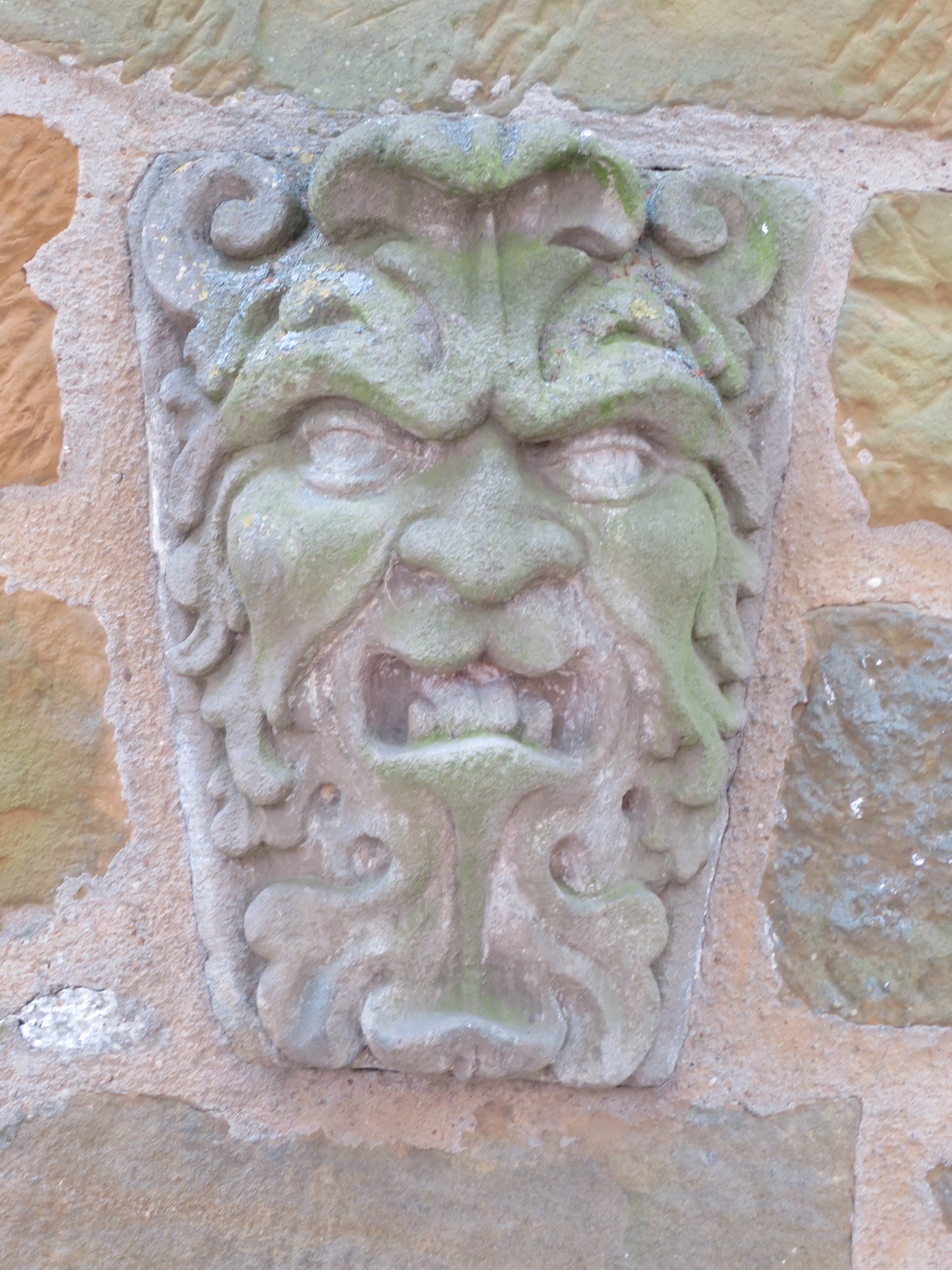
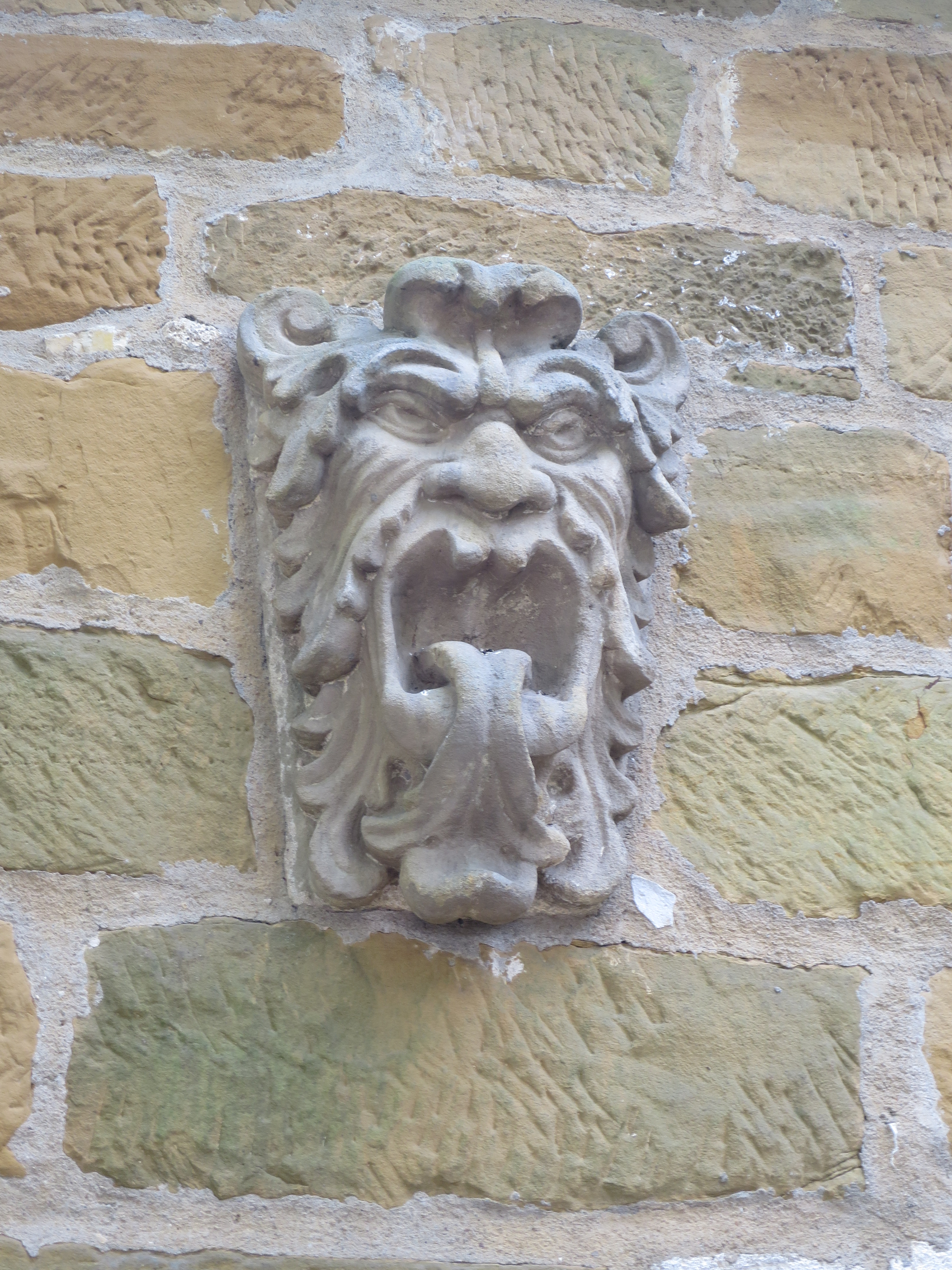
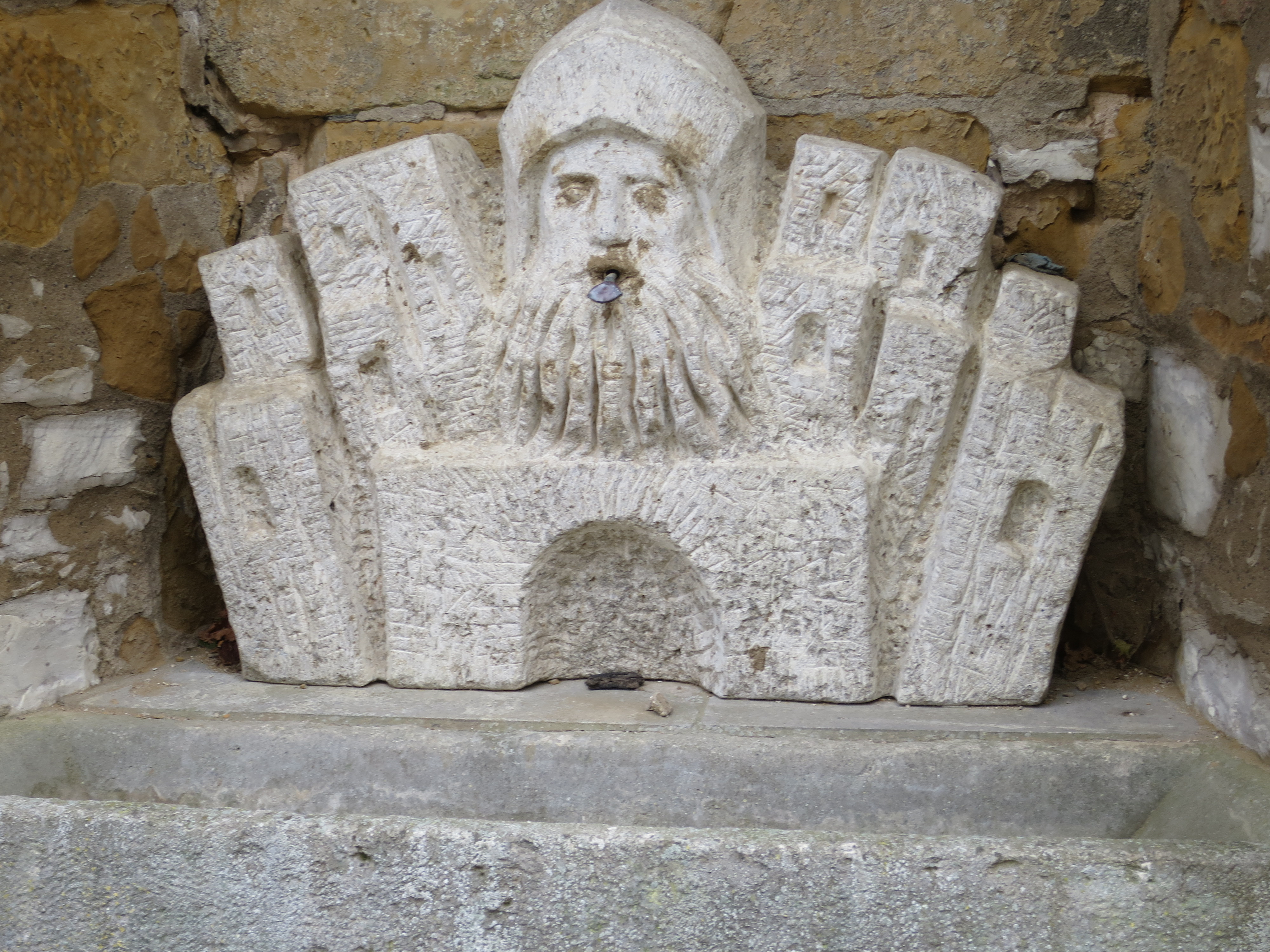
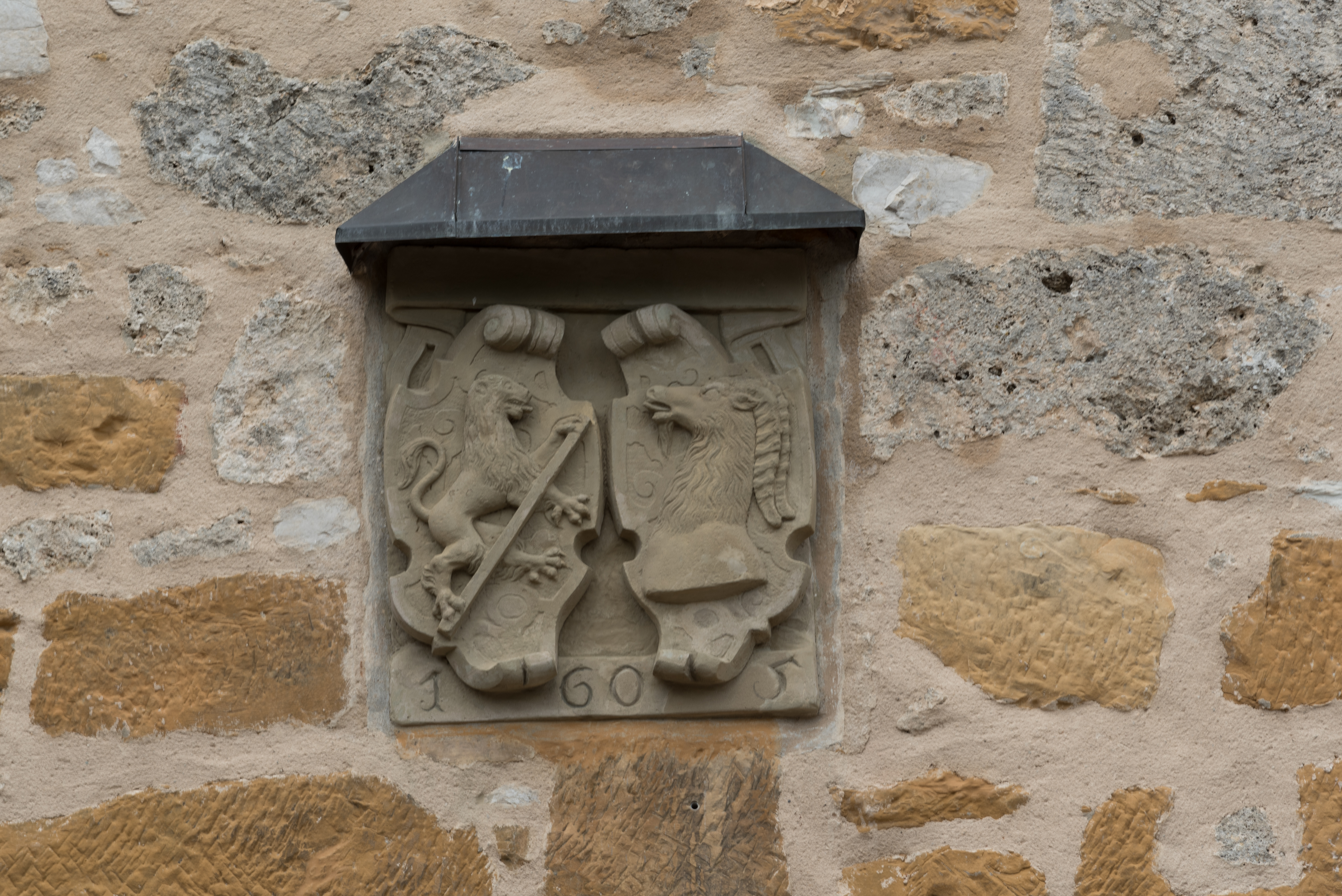
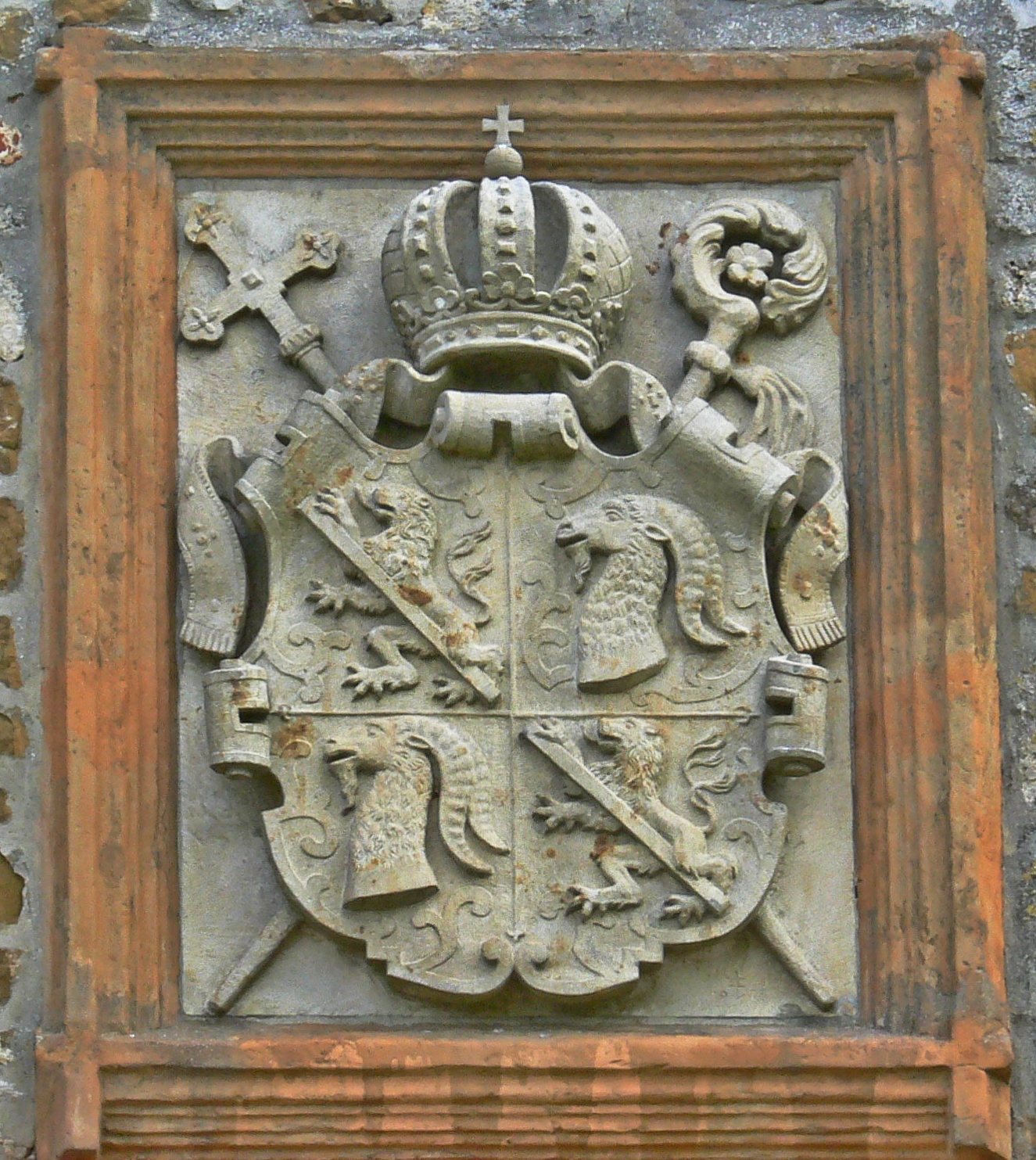
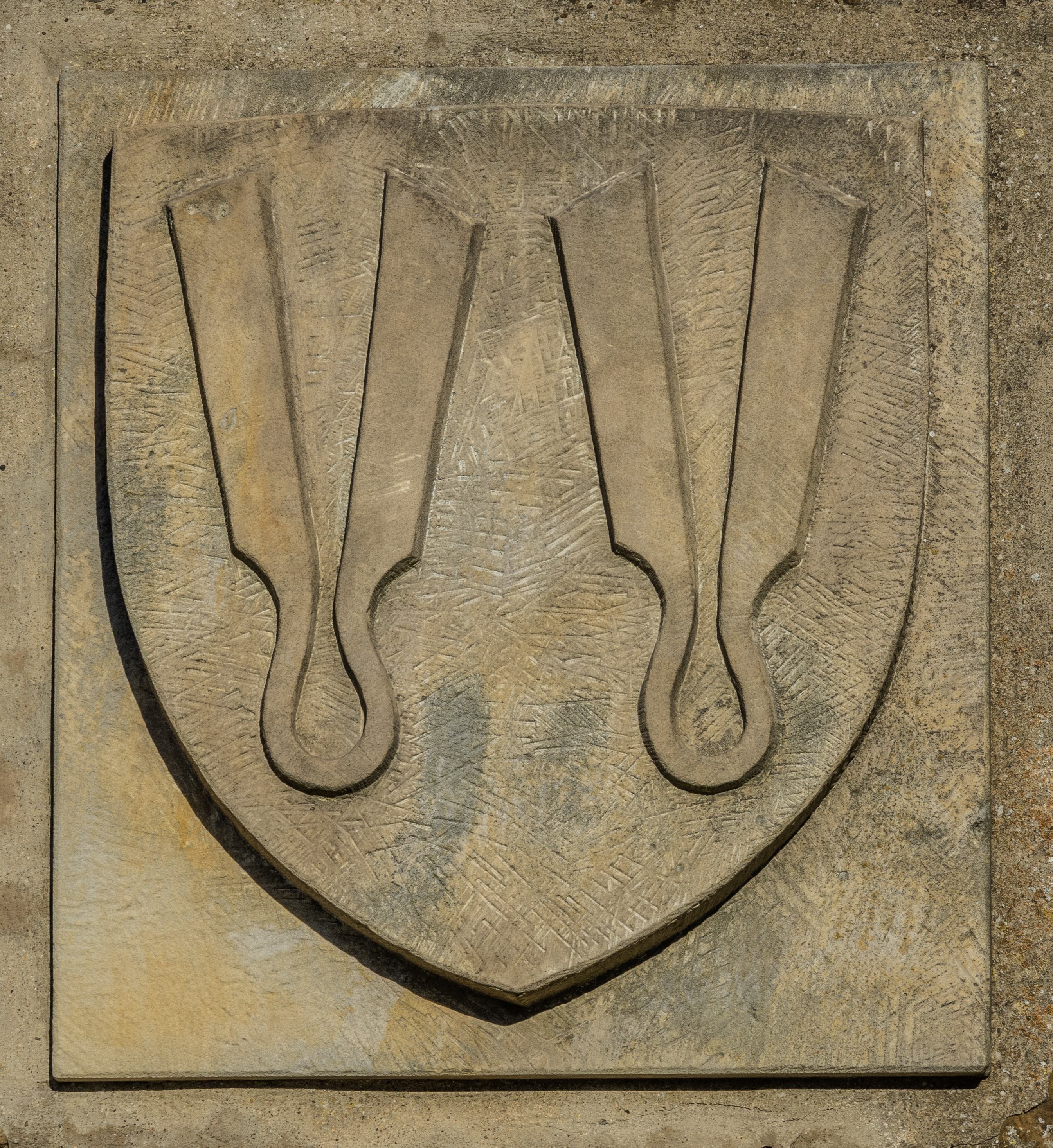